# Raphia farinifera
Raphia farinifera là loài thực vật có hoa thuộc họ Arecaceae. Loài này được (Gaertn.) Hyl. miêu tả khoa học đầu tiên năm 1952.

## Hình ảnh

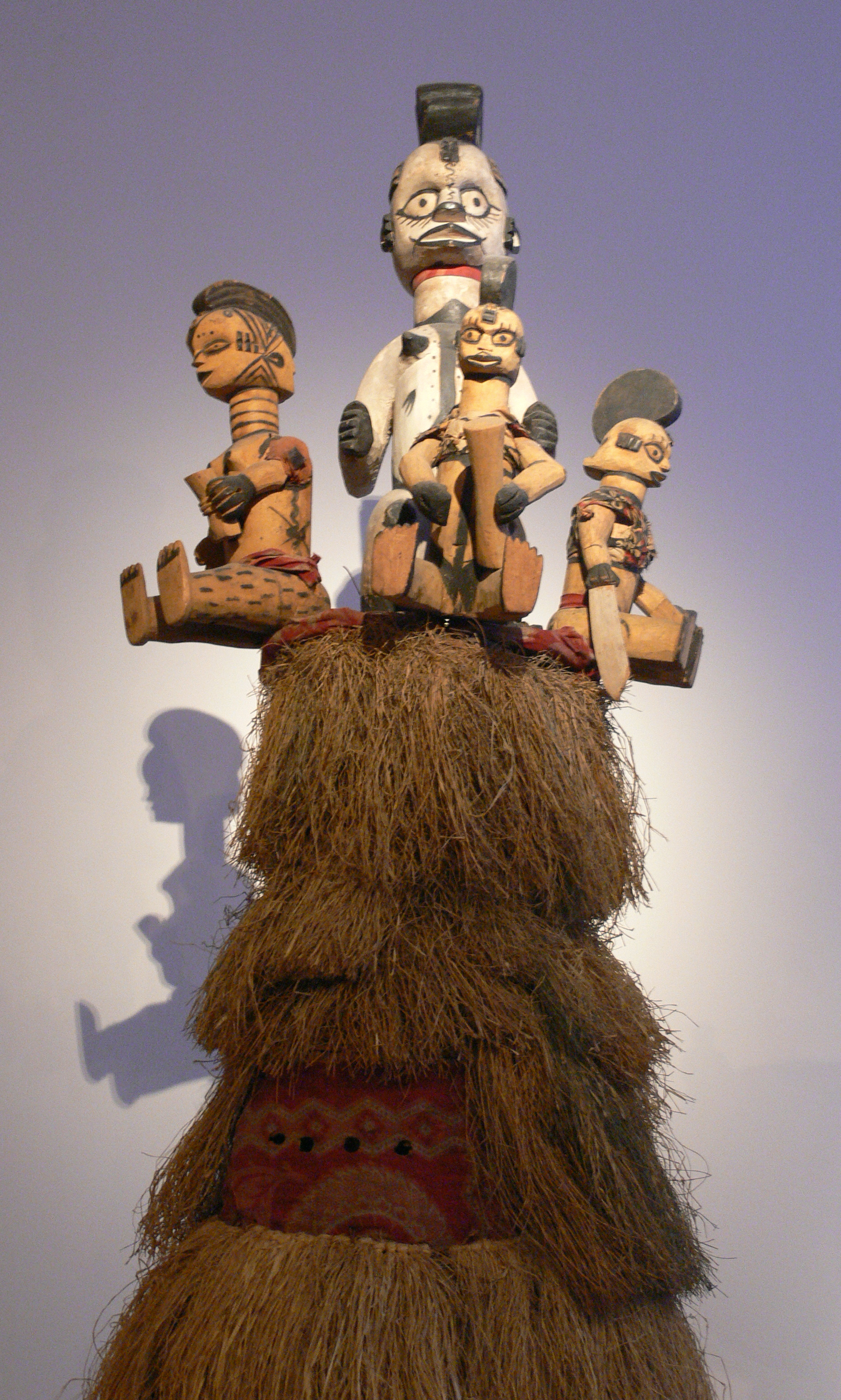
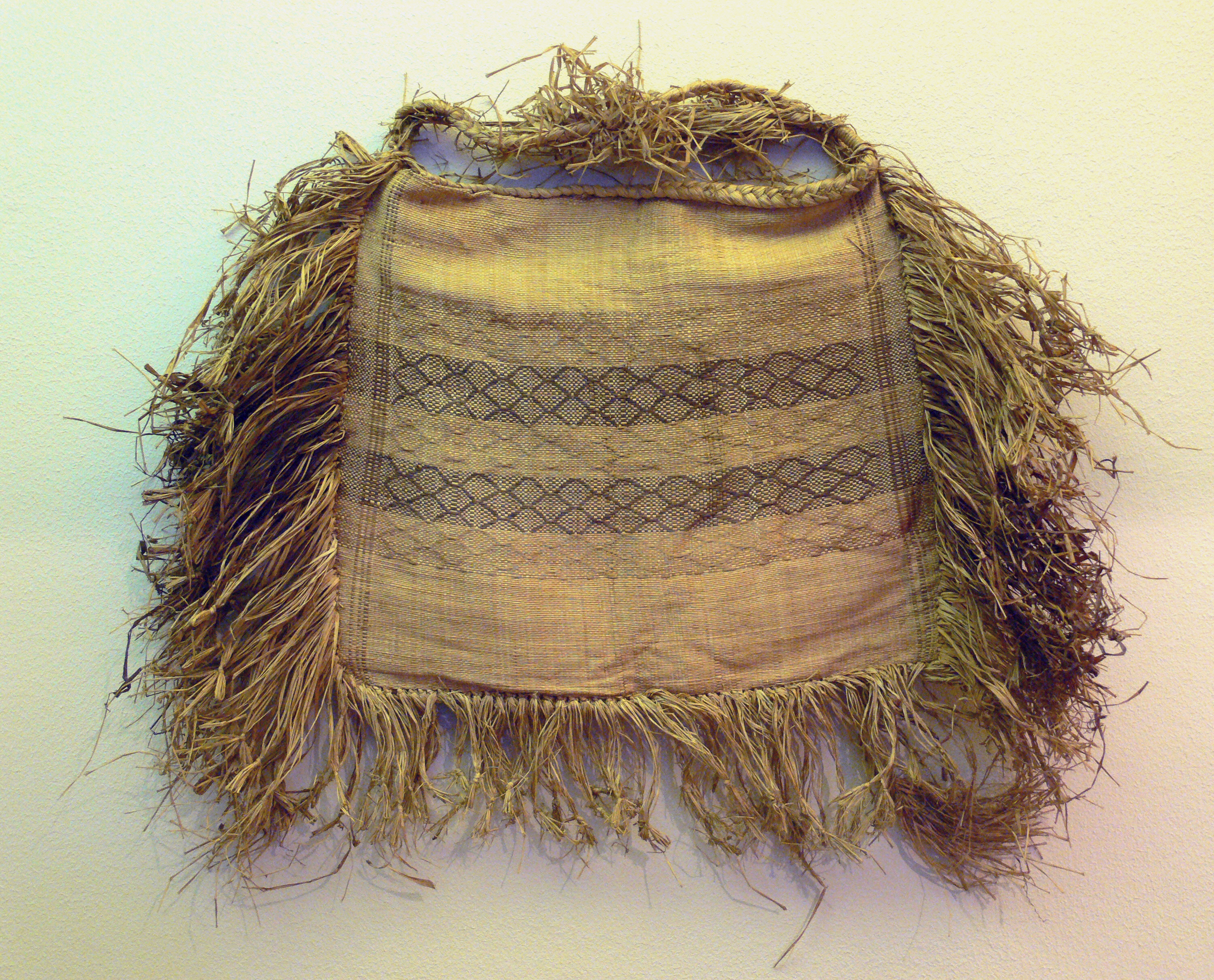
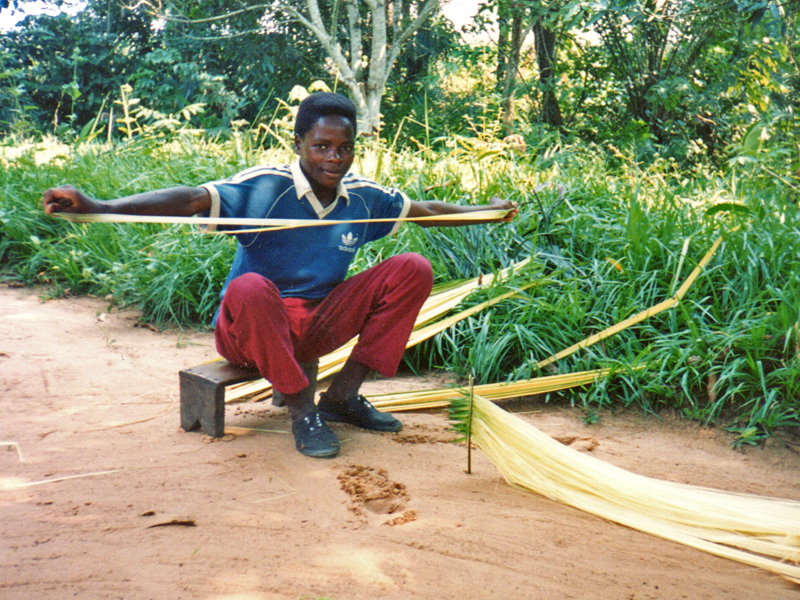
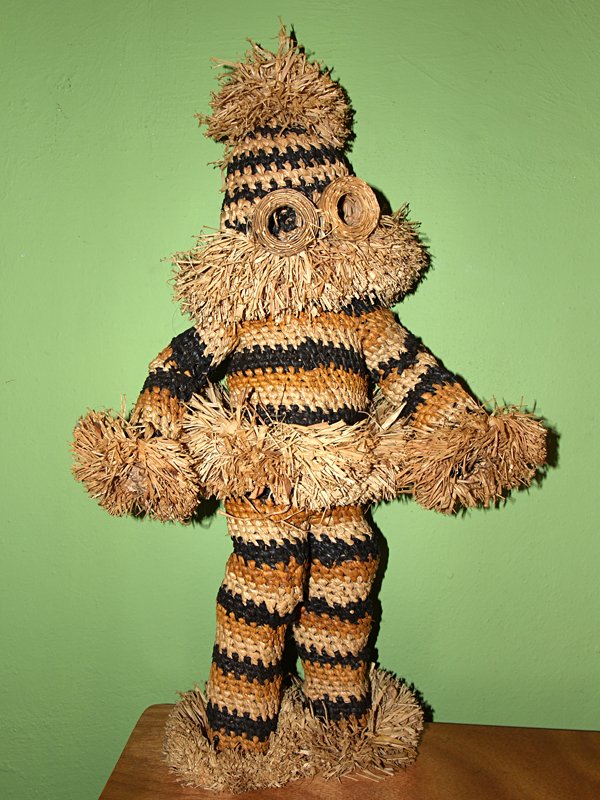